# Михаил IV (католикос-патриарх Грузии)
Михаил IV (Михаил Мирианисдзе, груз. მიხეილ IV) — католикос-патриарх всея Грузии с 1178 по 1184 год, а с 1184 года также занимал должность Мцигнобартухуцес-Чкондидели (канцлера). Михаил занимал эти высокие посты до конца своей жизни.

## Биография
Архиепископ Самтависи, Михаил, был верен царю Грузии Георгию III. После отставки Николоза I Гулаберисдзе его назначили Католикос-Патриархом всей Грузии. После смерти Георгия III возник вопрос о законности статуса царицы Тамары, поднятый великими феодалами. Однако при настойчивой поддержке патриарха Михаила IV этот вопрос был решен в пользу Тамары. Тамара должна была вознаградить поддержку Католикос-Патриарха Михаила, сделав его канцлером и поставив его во главе как духовной, так и светской иерархии. Царица Тамара полностью осознавала негативные последствия этого акта и стремилась исправить ситуацию. Однако борьба с Михаилом была крайне сложной. Его высокие посты, особенно должность главы грузинской церкви, делали его опасным соперником, и царица готовилась к борьбе тщательно и осторожно. Попытка Тамары использовать церковный собор для отстранения Католикос-Патриарха Михаила не увенчалась успехом. Михаил удерживал свои высокие должности до конца своей жизни. Позднее, чтобы подчеркнуть свое презрение к Михаилу, хрониклер написал о смерти Михаила: «Михаил Мирианисдзе, Патриарх, Чкондидель-мцигнобартухуцеси, умер, и никто не оплакивал его смерть».